# Benyamin Bahadori
Pour les articles homonymes, voir Bahadori.
Benyamin Bahadori (en persan : بنيامين بهادرى) né le 8 septembre 1982 à Téhéran (à partir de Tonekabon) en Iran, est un chanteur de la musique pop iranienne ayant des origines juives. Son album 85 de 2006 a été un succès commercial massif en Iran et dans la diaspora. Ses chansons les plus fameuses comprennent Khatereha (Souvenirs, communément connue sous le titre de Donya, « Le monde »), Loknat (« bégaiement »), et Adam Ahani (« Le Robot », communément connue sous le titre de Halam Badeh, « je me sens mal »).
En septembre 2006, Bahadori fait un voyage en Suède pour donner un concert de musique pop  à Tantolunden, Hornstull et Stockholm.
Bahadori est aussi connu pour ses compositions religieuses d'Islam, mais elles ont eu moins de succès commercial.
Selon le rapport publié en septembre 2008 Benyamin a conclu un accord avec le promoteur iranien Mayar Zokaei  pour entreprendre une série de concerts en Amérique du Nord. Zokaei, qui détient le centre de marketing et production de concerts situé à Los Angeles en Californie, et a la responsabilité de gérer des carrières américaines de  Warner Brothers Music artists  par Arash Labaf, DJ Aligator & Ali Payami, et il a maintenu mum dans sa liste.